# بریجورپ
بریجورپ (به هلندی: Brijdorpe) یک منطقهٔ مسکونی در هلند است که در اسخائن-دایفه‌لاند واقع شده‌است.